# Устен, Жак
Жак Устен (фр. Jacques Hustin, 15 марта 1940 г., Льеж, Бельгия — 6 апреля 2009 г.) — бельгийский певец, композитор, эстрадный исполнитель песен популярно-лирического жанра на французском языке, художник.

## Биография
В детские годы пел в известном христианском хоре мальчиков «Les Petits Chanteurs a la Croix de Bois» в Париже. Окончил студию графики и дизайна.
Впервые выступил на эстраде в пятнадцатилетнем возрасте. По окончании художественной студии планировал продолжить занятия рисунком и живописью. Но получив первую премию из рук члена Французской академии Марселя Ашара на престижном музыкальном фестивале в Спа (ныне фестиваль «Les Francofolies de Spa») в 1965 году, в следующем году записал первую пластинку и отправился во Францию овладевать искусством сцены. Там в 1966—1968 годах выступал преимущественно в кабаре. В 60-х — 70-х годах приобрел широкую известность у себя на родине и за рубежом благодаря исполнению популярных песен с музыкой собственного сочинения, которую отличает лиризм, выразительность и изящество мелодики и близость к французскому шансону. Для манеры исполнения Жака Устена характерно сочетание яркого артистизма с культурой пения, непринужденностью и теплотой. С 1976 по 1987 год много и успешно гастролировал в Румынии, Польше, Канаде, Африке, Германии, Швейцарии, Франции.
В течение ряда лет становился лауреатом конкурсов песни в разных странах.
Сыграл в брюссельской постановке мюзикла «Волосы», в спектаклях «QUAI des REVES», «L'été se notre vie» театра «l’Esprit Frappeur» (1983) и других.
В 1974 году с песней «Fleur de liberté» представлял Бельгию на конкурсе «Евровидение» в Брайтоне, Великобритания, где занял 9-е место.
В 1975 году — ведущий музыкальной передачи бельгийского телевидения «La guimbarde» с участием музыкантов и исполнителей.
В 80-х годах возглавлял бельгийский профсоюз артистов сцены (l’Union Professionnelle des Artistes du Spectacle).
В 1988 году принял решение уйти со сцены и целиком посвятить себя живописи. В течение десяти лет руководил художественной студией в департаменте Арденны. Картины экспонировались на художественных выставках.
В разное время работал художником-иллюстратором, оформителем, театральным художником. Автор музыки к сценическим постановкам.

## Музыкальные премии и призы
- 1964 г. — приз фестиваля в Обурге (Festival d’Obourg), Бельгия[2]
- 1965 г. — лауреат конкурса молодежной песни (Jeunesses de la chanson)[2], первая премия фестиваля песни в Спа (Festival de Spa), Бельгия
- 1966 г. — лауреат премии Бельгийского авторского союза (Société des auteurs de Belgique — SABAM), Бельгия
- 1967 г. — приз Hermine de Bronze фестиваля в Ренне (Festival de Rennes), Франция
- 1968 г. — главный приз международного фестиваля песни «Золотой олень» в Брашове, Румыния
- 1969 г. — диск отмечен гран-при Академии им. Шарля Кро (Académie Charles-Cros, Париж), Франция
- 1972 г. — выступление в парижском мюзик-холле «Олимпия» и гран-при фестиваля в Каннах (Variétés de la Ville de Cannes), Франция
- 1974 г. — конкурс песни «Евровидение» в Брайтоне, Великобритания (9-е место)

## Дополнительные источники
1. ↑  Belgian // DACS register
2. 1 2  Wangermée, Robert. Dictionnaire de la chanson en Wallonie et à Bruxelles — Conseil de la Communauté français de Belgique — Editions Pierre Mardaga, Liège — 1995.